# Zwackhiomyces lecanorae
Zwackhiomyces lecanorae är en lavart som först beskrevs av B. Stein och som fick sitt nu gällande namn av Nikolaus Hoffmann och Joseph Hafellner. 
Zwackhiomyces lecanorae ingår i släktet Zwackhiomyces och familjen Xanthopyreniaceae. Arten är reproducerande i Sverige.